# Pietro Lombardo (scultore)

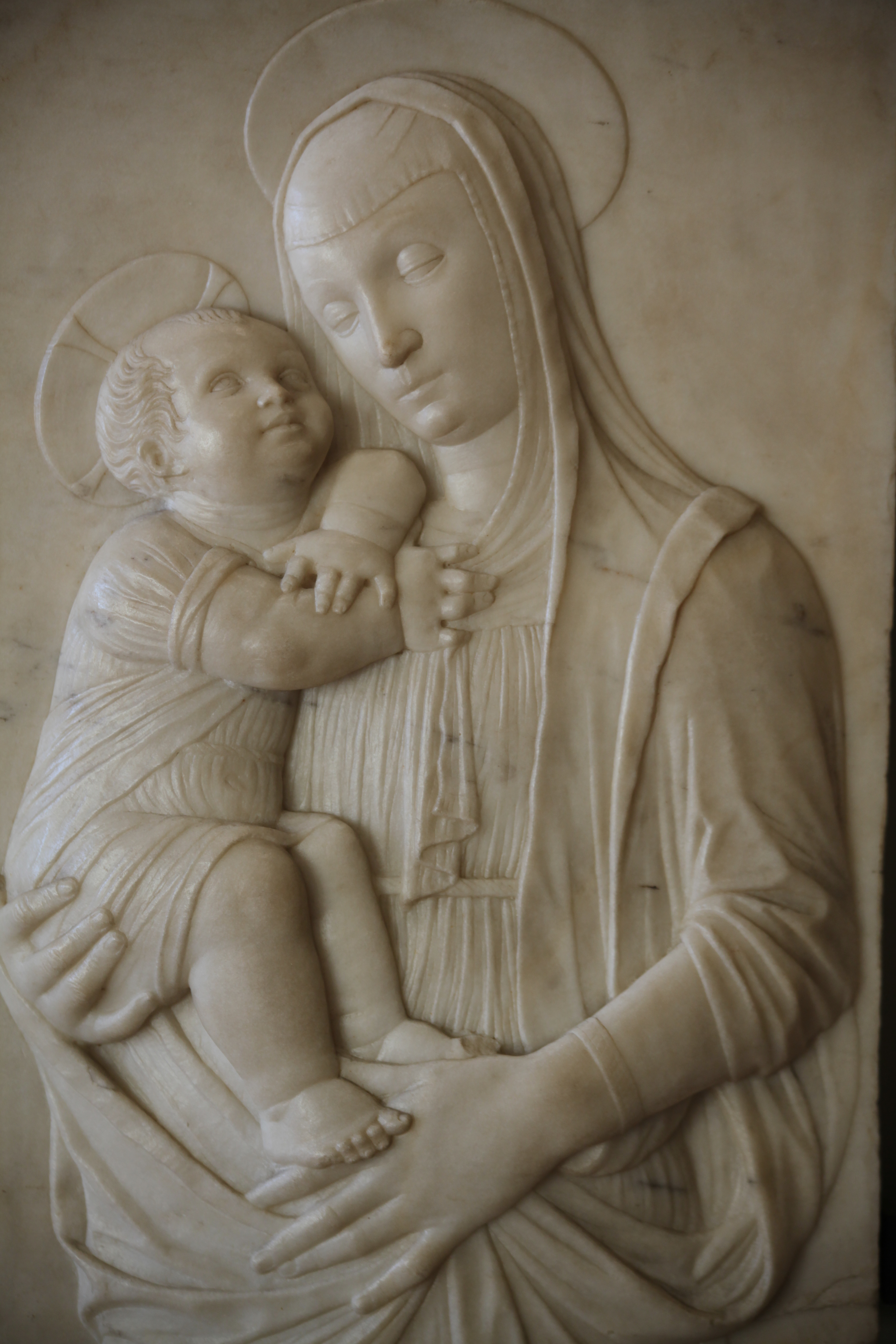
Madonna col Bambino, Galleria Giorgio Franchetti alla Ca' d'Oro, Venezia.

Pietro Lombardo (Carona, 1435 circa – Venezia, 1515) è stato uno scultore e architetto svizzero.

## Biografia
Era figlio del tagliapietra Martino da Carona. Dalla fine dell'Ottocento alcuni studiosi gli hanno attribuito il cognome Solari, identificando il padre con un lapicida ("lavoratore della pietra") attivo presso la chiesa di San Francesco Grande di Milano e poi all'Isola Bella, sul Lago Maggiore. Risulta però più probabile che il padre fosse quel Martino di Giovanni iscritto alla mariegola della Scuola di San Cristoforo di Venezia nella prima metà del Quattrocento assieme ad altri importanti artisti.
Il Lombardo si sarebbe quindi formato a Venezia (un'educazione "non comune" come affermò lui stesso in due documenti del 1474 e del 1479), trasferendosi poi a Padova negli anni 1450. Allora la città veneta stava attraversando una vivace stagione artistica e attirava diversi artisti come Bartolomeo Vivarini o di Giovanni e Gentile Bellini. Prima opera nota è, con tutta probabilità, la statua di Sant'Eufemia, commissionata da Roberto de Mabilia per la Concattedrale di Santa Maria Assunta di Irsina su modello della tela di medesimo soggetto che aveva commissionato a Mantegna (oggi a Capodimonte). L'opera sicuramente più importante del periodo padovano è comunque il Monumento funebre ad Antonio Roselli (1464-1467) nel Santo, che dimostra la conoscenza delle più aggiornate tendenze fiorentine di Bernardo Rossellino e Desiderio da Settignano. In questo periodo inizia anche l'attività legata all'edilizia, con lavori sicuri per il palazzo padovano degli Olzignani (1466-1468), per la perduta dimora di Francesco Miglioranza (1466), e altri solo attribuitili.

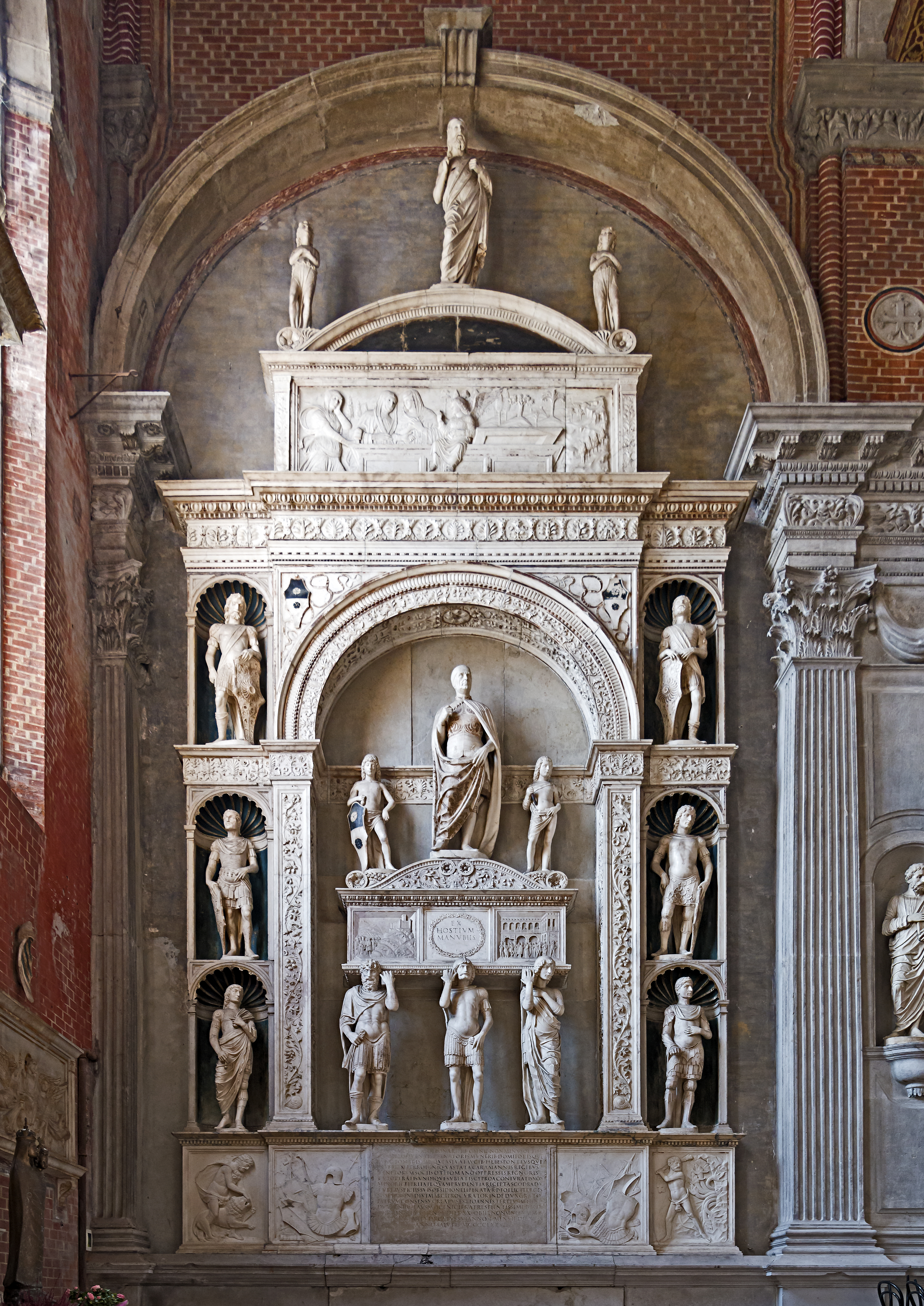
Monumento funebre del doge Pietro Mocenigo, basilica dei Santi Giovanni e Paolo, Venezia.

Sul finire degli anni sessanta si trasferisce a Venezia, dove partecipa alle decorazioni marmoree del coro dei Frari (1468-1475), e la sua mano è probabilmente identificabile nei Dottori della Chiesa sotto gli amboni; nella stessa chiesa realizza inoltre la Lastra funebre di Lorenzo Diedo, dimostrando il medesimo stile interessato al basso rilievo e alle ricche decorazioni. Capolavori della prima attività veneziana sono il Monumento funebre al doge Pasquale Malipiero (morto nel 1461) in Santi Giovanni e Paolo e il presbiterio della chiesa di San Giobbe, voluto come luogo sepolcrale dal doge Cristoforo Moro (morto nel 1471), dove dimostra tutta la sua capacità decorativa e fanno il proprio esordio i figli Tullio e Antonio. Agli anni 1470 deve risalire anche l'altare Corbelli a Santo Stefano, di cui rimangono le tre statue raffiguranti San Nicola da Tolentino, San Girolamo e San Paolo. Entro la morte di Nicolò Gussoni (1478) vennero realizzati la cappella in San Lio, che perfeziona i risultati già straordinari di San Giobbe, e il Palazzetto Gussoni Algarotti. Sempre verso la fine degli anni Settanta arrivarono due importanti commissioni ducali: il Monumento funebre al doge Nicolò Marcello (morto nel 1474) per Santa Marina e oggi a Santi Giovanni e Paolo e il Monumento funebre al doge Pietro Mocenigo (morto nel 1476) per la controfacciata della basilica dei Santi Giovanni e Paolo, quest'ultimo sicuramente di forte impatto sia per la grandiosità che per le tematiche fondamentalmente pagane. Tra la fine del decennio e l'inizio del successivo la sua bottega lavora alla cornice della pala di San Giobbe, probabilmente concepita assieme a Giovanni Bellini.

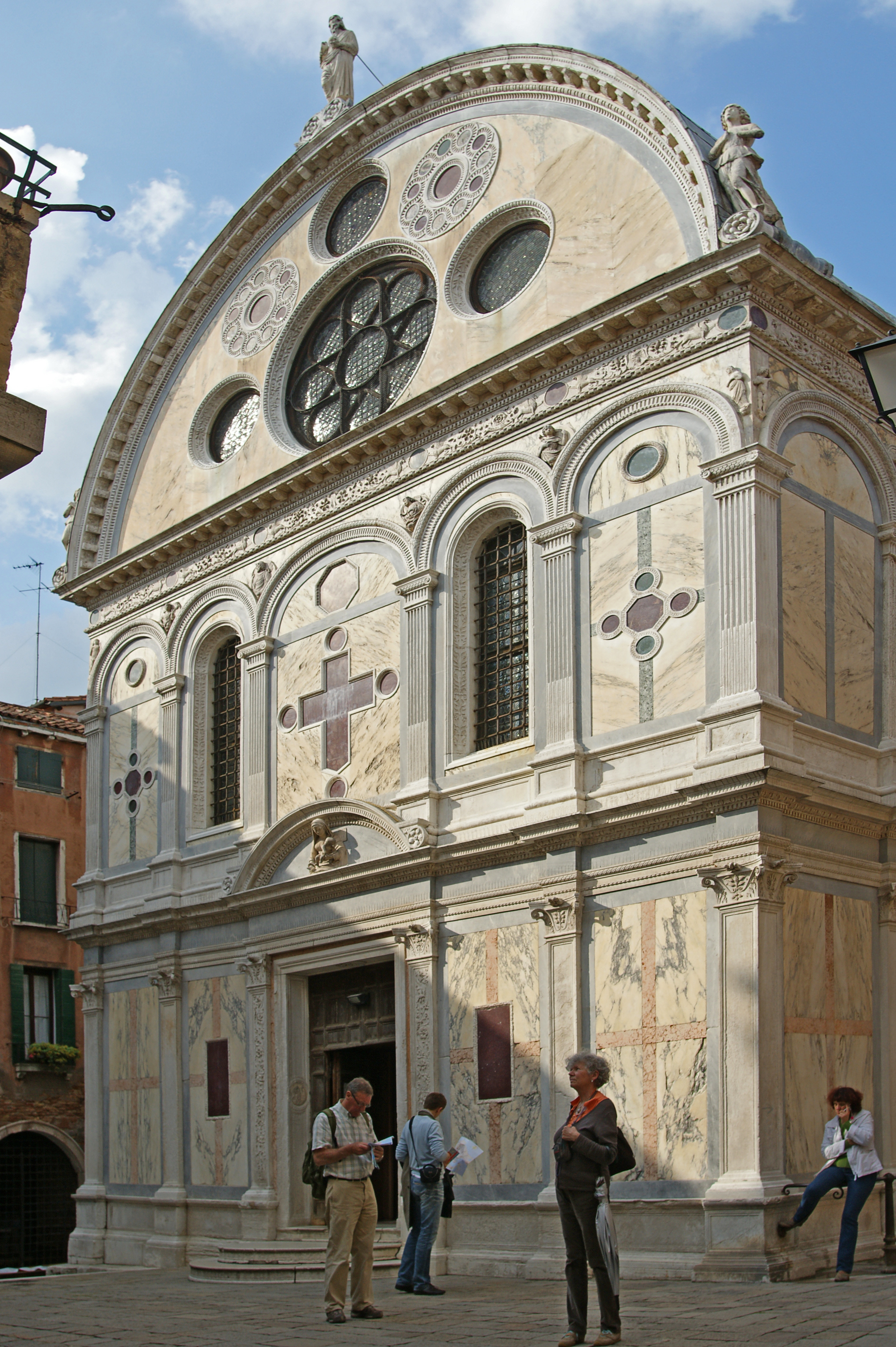
Chiesa di Santa Maria dei Miracoli, Venezia.

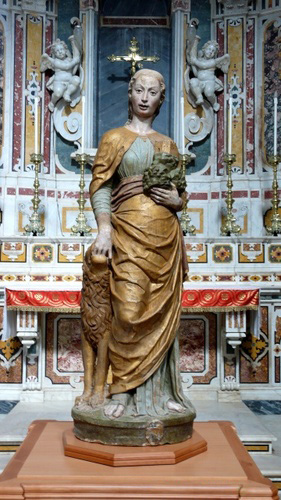
Concattedrale di Santa Maria Assunta d'Irsina: Statua di Sant'Eufemia, attribuita ad Andrea Mantegna o a Pietro Lombardo.

Dagli anni 1480 i figli, che continuavano a collaborare alle principali imprese di Pietro, diventano fondamentalmente artisti indipendenti, con uno stile personale e distinto da quello paterno, visibile ad esempio nel Monumento funebre al doge Andrea Vendramin. L'attività di Pietro tuttavia non sembrò arrestarsi, al contrario la sua fama era ormai incrollabile, virtualmente monopolizzando le più importanti commissioni fino alla fine del secolo, con eccezione dell'altra grande bottega veneziana, quella di Antonio Rizzo. Nel 1480 fornì il disegno per il refettorio di Sant'Antonio di Castello. Importanti commissioni vennero nel 1483 dal podestà di Ravenna Bernardo Bembo: il Monumento a Dante, oggi nell'edificio commemorativo realizzato nel Settecento, e le due colonne con le effigi di Sant'Apollinare e del Leone marciano (quest'ultimo distrutto) in Piazza del Popolo. Tra 1481 e 1489 realizza la chiesa di Santa Maria dei Miracoli, ricchissima nelle decorazioni marmoree ed estremamente inusuale per essere posizionata direttamente sul canale nonché per l'isolamento su tutti i lati della fabbrica. A partire dal 1485, con larga partecipazione dei figli, è impegnato nella realizzazione del Monumento funebre a Zanetto da Udine nella cattedrale di Treviso, di cui era vescovo, oltre che del completamento della cappella maggiore del duomo stesso. Nel settembre 1486 tuttavia la nuova cupola crolla rovinosamente, e Pietro si impegna a ricostruirla e ingrandirla, garantendo la presenza sul cantiere di uno dei due figli. Le altre due importanti fabbriche di quel decennio sono l'atrio esterno della Scuola Grande di San Giovanni Evangelista (1481) e la perduta chiesa certosina di Sant'Andrea sempre a Venezia. Sembra inoltre che partecipò ad alcuni progetti codussiani, fornendo materiali e scultura nelle parti decorative: San Zaccaria e la cappella Corner ai Santi Apostoli. Sicura è, invece, la partecipazione alla ricostruzione della Scuola Grande di San Marco dopo l'incendio del 1485, per la quale, assieme a Giovanni Buora, fu incaricato delle parti lapidee e di cui fondamentalmente è considerabile il progettista della facciata, almeno nel primo ordine, vicino a quello dei Miracoli, mentre dal 1490 il progetto passò al Codussi e i Lombardo si limitarono a fornire i materiali ornamentali. L'attività di lapicida continuò in quegli anni anche con la realizzazione di alcuni altari, tra cui spicca quello della Cappella Colleoni a Bergamo, dove tuttavia la mano di Pietro è riconoscibile solo nel San Marco. Tra i numerosi edifici civili lombardeschi di quegli anni, nessuno di sicura attribuzione, quello la cui paternità appare più verosimile è il palazzo per Giovanni Dario.
In seguito al crollo del duomo di Cividale, costruito nel 1457 da Bartolomeo delle Cisterne, avvenuto nel 1502, Pietro fu chiamato per la riedificazione e l'ampliamento dell'edificio.